# Напряжение (химия)
В химии, молекула испытывает напряжение, когда её химическая структура подвергается некоторой деформации, вызванной действием внутренних сил, которая ведёт к увеличению внутренней энергии по сравнению с эталонным соединением без деформаций. Внутренняя энергия молекулы состоит из суммы всех энергий, «запасенных» внутри неё. Отдельно взятая форма напряженной молекулы, отличающаяся от всех других называется конформером. Напряженная молекула имеет дополнительную энергию, которую не имеет ненапряженное соединение. Эту дополнительную энергию, или энергию напряжения, можно сравнить со сжатой пружиной. Точно также, как сжатая пружина должна удерживаться на месте, чтобы не дать высвободиться своей потенциальной энергии, молекула может удерживаться в энергетически невыгодной конформации за счет химических связей внутри нее. Без этих химических связей, удерживающих конформер на месте, энергия напряжения сразу бы высвободилась.

## Краткое определение

### Термодинамика
Равновесие двух конформеров определяется разницей энергии Гиббса этих конформаций. По этой разнице энергий определяется константа равновесия для двух конформаций:
{\displaystyle K_{\rm {eq}}=\exp \left(-{\frac {\Delta {G^{\circ }}}{RT}}\right)\,}
Превращение с уменьшением энергии Гиббса происходит самопроизвольно, а конформация с меньшей энергией является более стабильной. Сильно напряженная молекулярная конформация с более высокой энергией самопроизвольно переходит в конформацию с более низкой энергией.

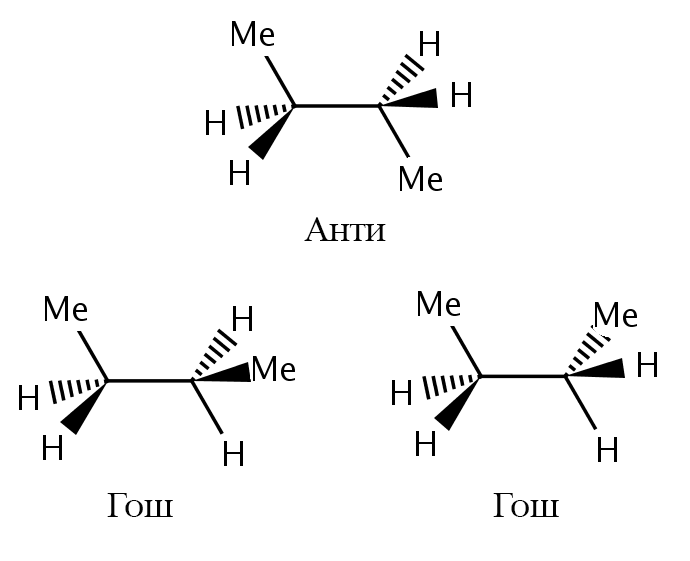
Примеры анти-(англ. anti) и гош-(англ. Gauche) конформаций бутана.

Энтальпия и энтропия связаны с энергией Гиббса уравнением (при постоянной температуре):
{\displaystyle \Delta {G^{\circ }}=\Delta {H^{\circ }}-T\Delta {S^{\circ }}\,.}
Энтальпия обычно является более важным термодинамическим параметром для определения более стабильной молекулярной конформации. Несмотря на то, что есть несколько видов напряжения, энергия напряжения любого вида связана с ослаблением связей внутри молекулы. Так как энтальпия обычно более важный параметр, то энтропией часто можно пренебречь. Однако если разница в энтальпии двух конформаций ничтожна мала, то энтропия может играть большую роль. Например n-бутан имеет две возможные конформации: анти- и гош-. Анти-конформация стабильнее на 3.7 кДж/моль. При комнатной температуре 82 % бутана ожидаемо будет в анти-конформации, а 18 % в гош-конформации. Однако возможны две гош-конформации и только одна анти-конформация. Таким образом вклад энтропии в пользу гош-конформации равен 1.67 кДж/моль. В реальности распределение конформаций составляет 70 % анти и 30 % гош.

### Определение молекулярного напряжения

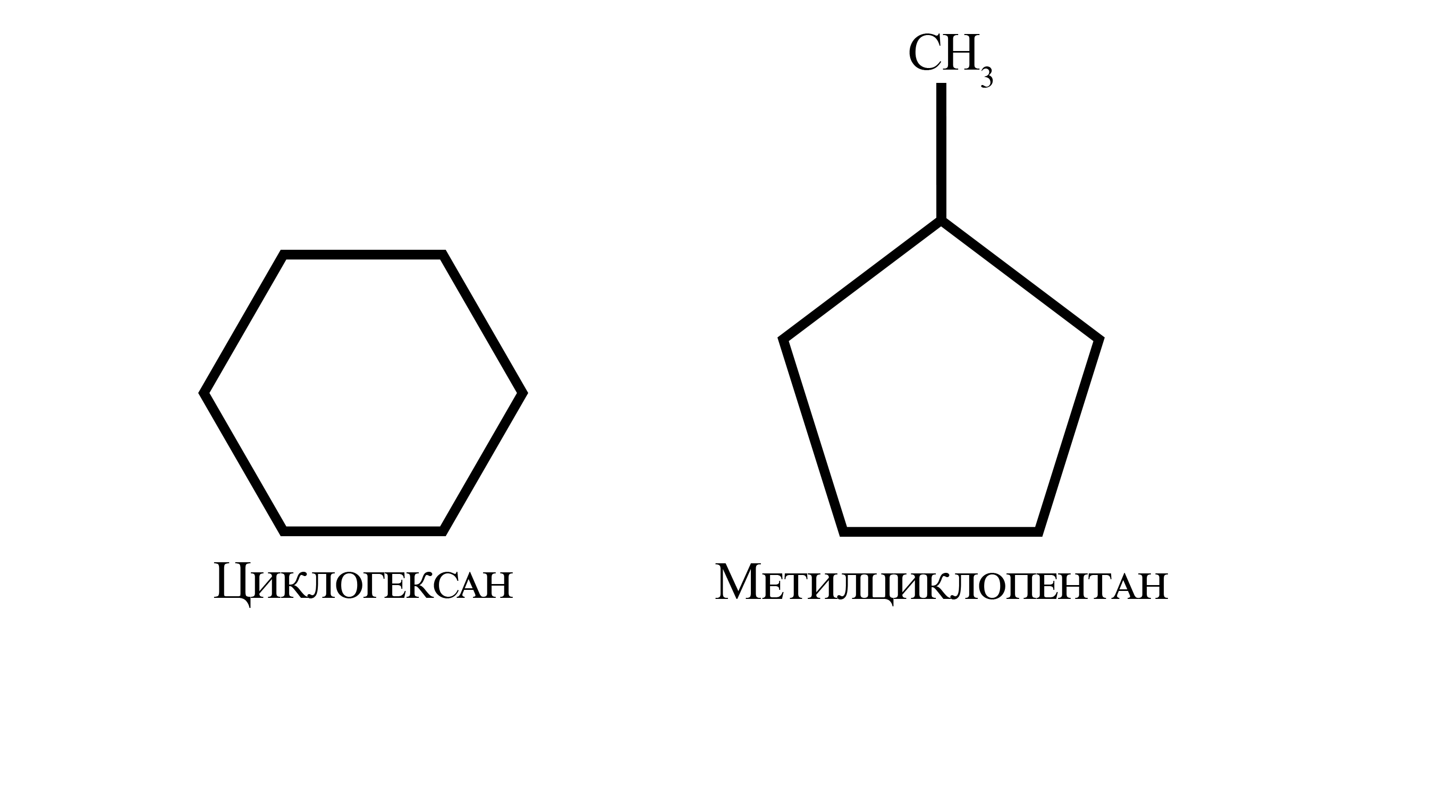
Структурные формулы циклогексана и метилциклопентана.

Стандартная энтальпия образования (ΔfH°) соединения описывается как изменение энтальпии при образовании соединения из простых элементов, входящих в него. Когда энтальпия образования отличается от ожидаемой величины или эталонного значения для данного соединения, это различие часто можно отнести к напряжению. Например, значение ΔfH° для циклогексана равно −125.2 кДж/моль, а для метилциклопентана −106.8 кДж/моль. Несмотря на то, что оба соединения имеют одинаковые атомы и связи между ними, метилциклопентан имеет большее внутренней энергии, чем циклогексан. Разность энергий может быть объяснена кольцевым напряжением пятичленного кольца метилциклопентана, которого нет у циклогексана. Экспериментально, энергию напряжения часто определяют с использованием удельной теплоты сгорания
Определение энергии напряжения внутри молекулы требует знания ожидаемой внутренней энергии в молекуле без напряжения. Есть два способа узнать ее. Во-первых, можно сравнить энергию с молекулой без напряжения, как в примере из предыдущего параграфа с метилциклопентаном. К несчастью, найти подходящее соединение часто бывает сложно. Альтернативным путем будет использование теорию приращения группы Бенсона. Пока для атомов внутри соединения существуют подходящие групповые приращения, значение ΔfH° может быть предсказано. Если экспериментальное значение ΔfH° отличается от предсказанного значения ΔfH°, то разница энергий может быть отнесена к энергии напряжения.

## Виды напряжения

### Напряжение Ван-дер-Ваальса
Напряжение Ван-дер-Ваальса или стерическое напряжение возникает когда атомы вынуждены сближаться на расстояние меньшее, чем позволяют их радиусы Ван-дер-Ваальса. В частности напряжения Ван-дер-Ваальса считается формой напряжения, где взаимодействующие атомы находятся на расстоянии не менее четырех связей друг от друга. Величина стерического напряжения в таких молекулах зависит от размера взаимодействующих групп. Например, трет-бутильные группы занимают гораздо больше места, чем метильные группы, а следовательно испытывают бо́льшие стерические взаимодействия
Эффекты стерического напряжения в реакции триалкиламинов и триметилбора были изучены нобелевским лауреатом Гербертом Брауном и др. Они обнаружили, что с увеличением размера алкильных групп у амина, константа равновесия уменьшалась. Сдвиг в равновесии был приписан стерическому напряжению алкильных групп амина и метильных групп бора

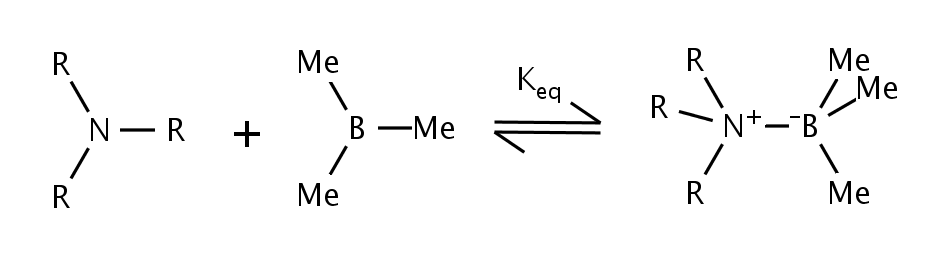
Реакция триалкиламинов и триметилбора.

#### Напряжение син-пентана

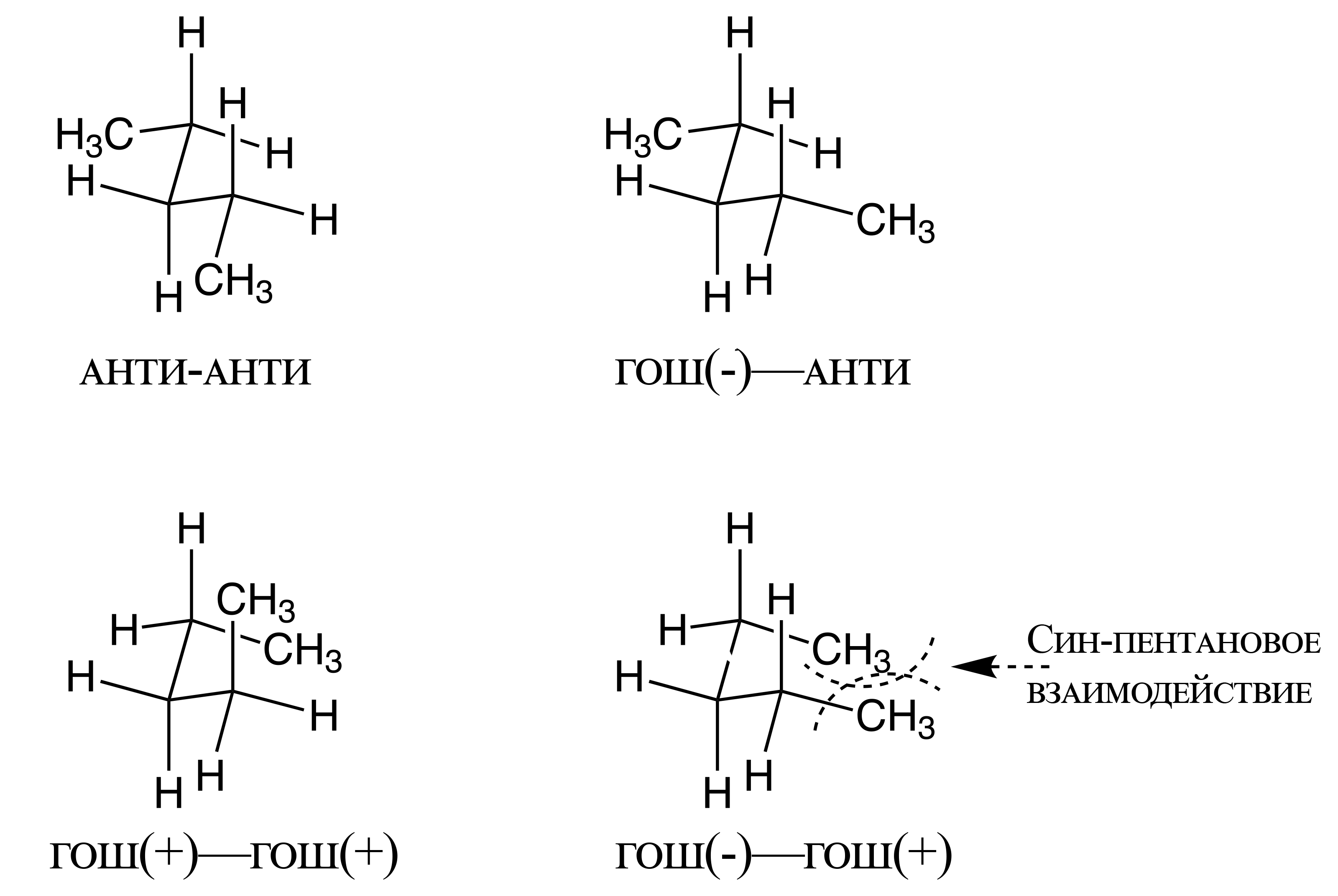
Сверху слева: анти—анти конформерСверху справа: гош(-)—антиСнизу слева: гош(+)—гош(+)
Снизу справа: гош(-)—гош(+): син-пентановое взаимодействие

Бывают ситуации, когда кажущиеся на первый взгляд одинаковые конформации не равны в энергии напряжения. Син-пентановое напряжения — это один из таких случаев. Существует два разных способа привести обе центральные связи в n-пентане в конформацию гош, один из которых на 12.6 кДж/моль выше в энергии, чем другой. Когда две метилзамещенные связи вращаются от анти- к гош-конформации в разных направлениях, молекула принимает циклопентаноподобную форму, в которой две терминальные —CH₃ сближаются. Если связи вращаются в одном направлении, такого не происходит. Стерическое напряжение между терминальными метильными группами объясняет разницу в энергиях двух, визуально похожих, но очень разных конформаций пентана.

#### Аллильное напряжение

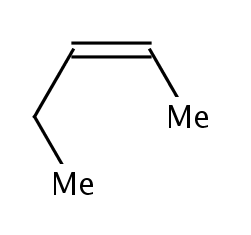
Аллильные метильная и этильная группы расположены близко друг к другу.

Аллильное напряжение, или А 1,3 напряжение, тесно связано с син-пентановым напряжением. Пример аллильного напряжения можно увидеть в молекуле пентена-2. Этильный заместитель алкена может вращаться таким образом, что концевая метильная группа приближается к вицинальной метильной группе алкена. Эти типы соединений обычно принимают более линейное строение, чтобы избежать стерического напряжения между заместителями.

#### 1,3-диаксиальное напряжение
1,3-диаксиальное напряжение — это еще одна форма напряжения, схожая с син-пентановой. В этом случае напряжение возникает ввиду стерического взаимодействия между заместителем циклогексанового кольца ('α') и гош-взаимодействий между альфа-заместителем и обоими метиленовыми углеродами, на расстоянии 2 связей от рассматриваемого заместителя (то есть 1,3-диаксиальные взаимодействия). Когда заместитель аксиален, он приближается к аксиальному гамма-водороду. Величина напряжения сильно зависит от размера заместителя и может быть уменьшена путем формирования основной конформации кресла, помещая заместитель в плоскость экватора. Разность энергий конформаций называется A-величина и хорошо известна для различных заместителей. Значение A-величины является важным термодинамическим параметром и первоначально измерялось наравне с другими методами с использованием уравнения энергии Гиббса.

### Торсионное напряжение
Торсионное напряжение — это сопротивление вращения связей. В циклических молекулах его также называют напряжением Питцера.
Торсионное напряжение возникает, когда атомы, разделенные тремя связями, расположены в заслоненной конформации, вместо более стабильной заторможенной конформации. Барьер вращения между заторможенными конформациями этана приблизительно равен 12.1 кДж/моль. Первоначально считалось, что барьер вращения связан со стерическим взаимодействием между вицинальными атомами водорода, однако радиус Ван-дер-Ваальса атома водорода слишком мал, чтобы играть хоть какую-то роль. Недавние исследования показали, что заторможенная конформация может быть более стабильна ввиду гиперконъюгативного эффекта. Вращение от этой конформации прерывает эту стабилизирующую силу.
Более сложные молекулы, такие как бутан, имеют больше одной возможной заторможенной конформации. Анти-конформация бутана приблизительно на 3.8 кДж/моль более стабильна, чем гош-конформация. Обе эти заторможенные конформации гораздо стабильнее заслоненной конформации. Вместо гиперконъюгативного эффекта, как в этане, энергия напряжения в бутане обусловлена как стерическими взаимодействиями между метильными группами, так и угловым напряжением, вызванным этими взаимодействиями.

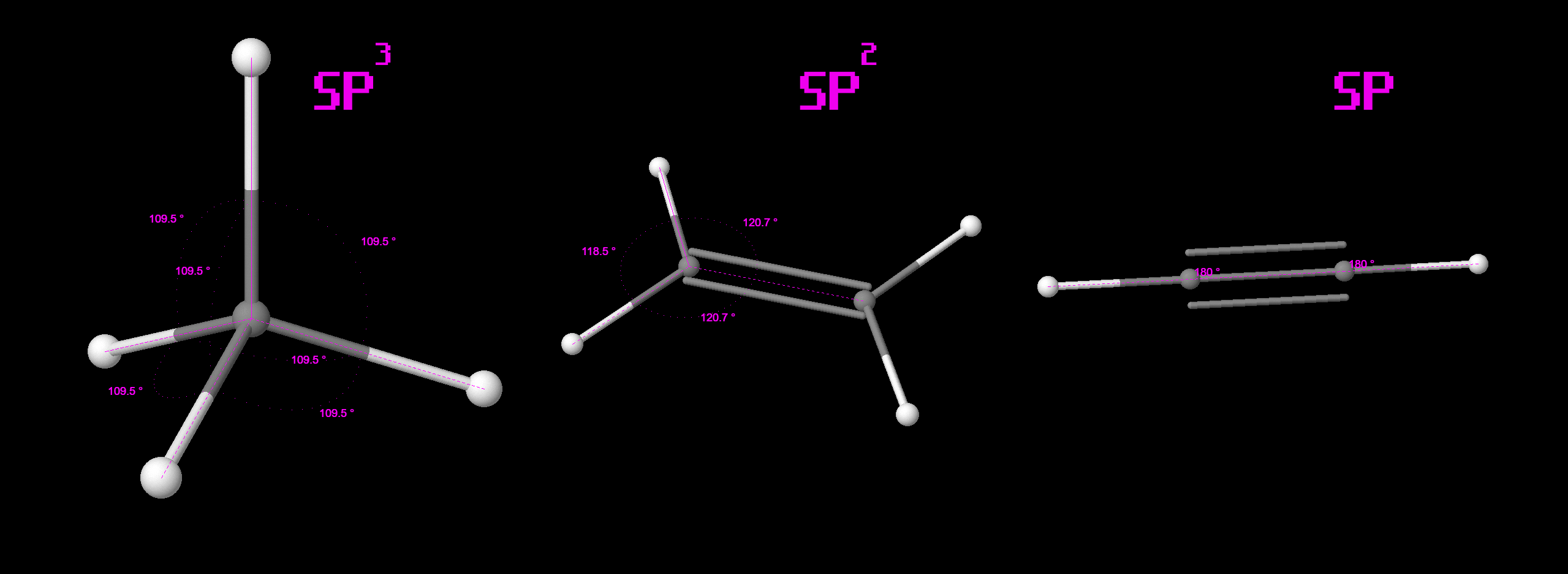
Три базовые гибридизации атома углерода в органических соединениях. Слева направо: sp³ в молекуле метана, sp² в молекуле этилена и sp в молекуле ацетилена. Серый: углерод, белый: водород.

### Кольцевое напряжение (угловое напряжение)
Согласно теории отталкивания электронных пар молекулярных связей, предпочтительной геометрией молекулы является та, в которой как связывающие, так и несвязывающие электроны находятся как можно дальше друг от друга. Для атома углерода в его различных гибридизациях существуют идеальные валентные углы, так, для пространственной sp³ гибридизации идеальный угол — тетраэдрический угол в 109°5', для sp² гибридизации это 120°, а для плоской sp — 180°. В молекулах довольно часто эти углы острее или тупее оптимального значения. Это напряжение зовется угловым напряжением или напряжением Байера. Простейшим примером углового напряжения являются циклоалканы малых циклов, такие как циклопропан или циклобутан, которые будут описаны ниже. К тому же, в циклических системах часто наблюдается заслонение или напряжение Питцера. Эти и возможные межциклические взаимодействия были обобщены ранее Ч. Г. Брауном как внутреннее напряжение, или I-напряжение. Подходы молекулярной механики или силового поля позволяют рассчитать такие вклады напряжения, которые затем могут быть соотнесены, например, со скоростями реакции или равновесиями. Многие реакции алициклических соединений, включая равновесие, окислительно-восстановительные и реакции сольволиза, каждые из которых характеризуются переходом между sp² и sp³ состояниями в реакционном центре, коррелируют с соответствующими разностями энергий напряжения {\displaystyle \Delta SI} (sp² — sp³). Данные отражают в основном неблагоприятные вицинальные углы в кольцах среднего размера, что иллюстрируется резким увеличением скорости восстановления кетонов с увеличением {\displaystyle \Delta SI} (рис. 1). Другим примером является сольволиз плацдарм-тозилатов с разницей в стерической энергии между соответствующими производными бромида (sp³) и ионом карбения в качестве sp²-модели переходного состояния. (Рис. 2)
| Размер кольца | Энергия напряжения (кДж*моль − 1) |    | Размер кольца | Энергия напряжения (кДж*моль − 1) |
| ------------- | --------------------------------- | -- | ------------- | --------------------------------- |
| 3             | 115.0                             | 10 | 51.9          |                                   |
| 4             | 110.0                             | 11 | 47.3          |                                   |
| 5             | 25.9                              | 12 | 17.15         |                                   |
| 6             | 0.4                               | 13 | 21.76         |                                   |
| 7             | 25.9                              | 14 | 7.9           |                                   |
| 8             | 40.6                              | 15 | 7.9           |                                   |
| 9             | 52.7                              | 16 | 8.4           |                                   |

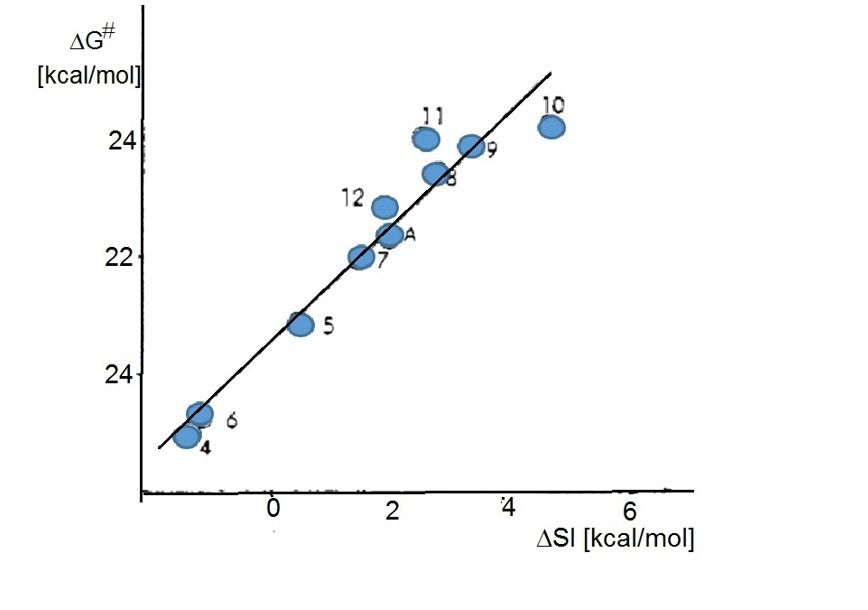
Рис. 1По вертикальной оси: скорость восстановления (ΔG) циклоалканолов,, с NaBH_4По горизонтальной оси: разница энергий напряжения ΔSI для sp² и sp³ (кетон; алканол). Цифры на оси означают размер кольца n

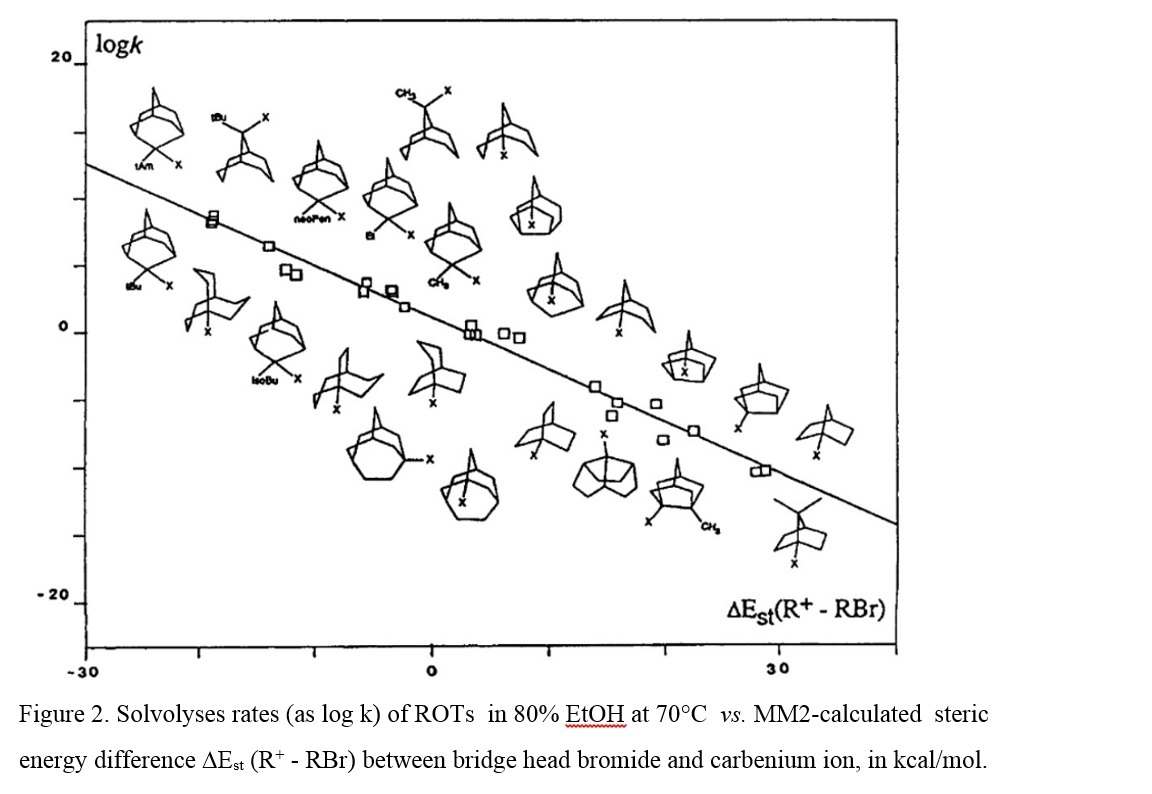
Рис. 2

В принципе, угловое напряжение может иметь место и в ациклических соединениях, но это явление встречается редко.

#### Малые циклы
Циклогексан считается эталоном при определении кольцевого напряжения в циклоалканах и, общепризнано, что энергия напряжения в нем практически отсутствует. Для сравнения меньшие циклоалканы имеют гораздо большую энергию напряжения ввиду повышенного углового напряжения.
Циклопропан аналогичен треугольнику, следовательно имеет углы при C-C-C связях равные 60°, что намного ниже ожидаемого тетраэдрического угла для sp³ равного 109°. Кроме того, атомы водорода в пропане заслоняют друг друга. Энергия напряжения для циклопропана равна 115 кДж/моль.
Циклобутан испытывает аналогичное напряжения, с углами связей C-C-C равными 88° (все его атомы не лежат в одной плоскости) и заслонёнными атомами водорода. Энергия напряжения для циклобутана равна 110 кДж/моль.
Кольцевое напряжение может быть гораздо выше в бициклических системах. Например, для бициклобутана, C4H6, известного как одно из самых напряженных соединений, которое можно выделить в больших масштабах, энергия напряжения равна 267 кДж/моль

#### Трансаннулярное напряжение
Средние циклы (7-13 атомов углерода в кольце) испытывают большее напряжения, чем циклогексан, в основном из-за отклонения вицинальных углов или напряжения Питцера. Расчеты молекулярной механики показывают, что трансаннулярное напряжение не играет существуенной роли. Однако трансаннулярные реакции, такие как 1,5-сдвиги в реакциях замещения циклооктанов, хорошо известны.

#### Бициклические системы
Энергия напряжения в бициклических системах часто представляет собой сумму энергий напряжения в каждом отдельном кольце. Это не всегда так, так как иногда слияние колец вызывает дополнительное напряжение.

#### Напряжение в аллостерических системах
В синтетических аллостерических системах зачастую есть два или более конформеров с разными стабильностями из-за влияния напряжения. Положительная кооперативность, например, является результатом повышенного связывания субстрата A с конформером C2, который образуется путем связывания эффекторной молекулы E. Если конформер C2 обладает такой же стабильностью, как и другой уравновешивающий конформер C1, подгонка, индуцируемая субстратом A, приведет к связыванию A с C2 также в отсутствие эффектора E. Только если стабильность конформера C2 значительно меньше, что означает, что в отсутствие эффектора E количество C2 намного меньше, чем у C1, отношение K2/K1, которое измеряет эффективность аллостерического сигнала, увеличится. Соотношение K2/K1 может быть напрямую связано с разницей энергии напряжения между конформерами C1 и C2; если оно мало, более высокие концентрации A будут напрямую связываться с C2 и сделают эффектор E неэффективным. Кроме того, время отклика таких аллостерических переключателей зависит от напряжения состояния конформных переходов между преобразованиями.